# Lissoclinum argyllense
Lissoclinum argyllense is een zakpijpensoort uit de familie van de Didemnidae. De wetenschappelijke naam van de soort is voor het eerst geldig gepubliceerd in 1950 door Millar.